# Gorodomlja
Gorodomlja (in russo Городомля?; fino all'inizio del XX secolo indicata come Gorodovnja o Gradovnya) è un'isola lacustre della Russia situata nel lago Seliger (oblast' di Tver').

## Descrizione
Gorodomlja è la seconda isola per grandezza, dopo Chačin; ha una superficie di 3,14 km². Si trova 4 km a nord di Ostaškov. È ricoperta di foreste di conifere e ha un lago interno, Divnoe, con due piccole isole. L'insediamento chiuso di Solnečnyj che si trova sull isola contava 1 840 abitanti nel 2021.